# Команда по спасению заложников
Команда по спасению заложников (англ. FBI HRT, Federal Bureau of Investigation Hostage Rescue Team) — элитное антитеррористическое спецподразделение Федерального бюро расследований (ФБР). Группа Hostage Rescue была основана в 1982 году Дэнни Коулсоном и прошла сертификацию в 1983 году.
В HRT изначально было 50 бойцов, однако это число увеличилось до более чем 90. HRT обычно действует в качестве федерального отряда SWAT в наиболее рискованных и опасных ситуациях.

## История

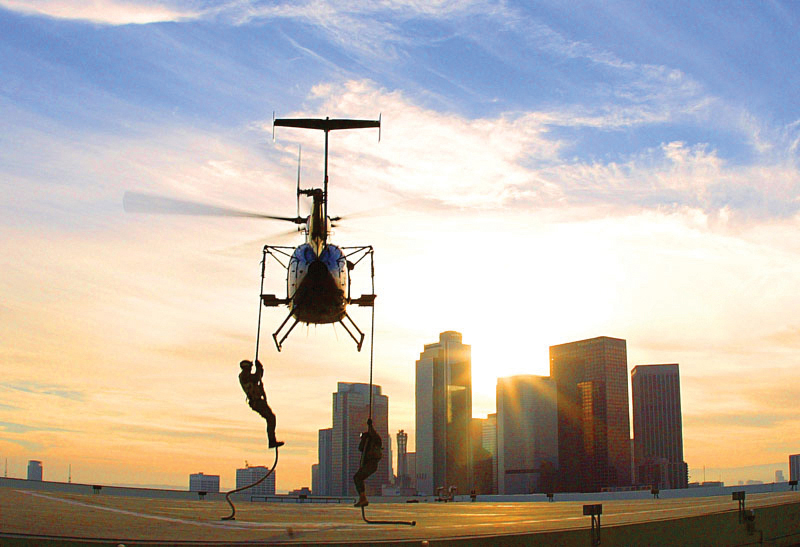
Бойцы FBI HRT на тренировке

Идея создания HRT появилась в конце 1970-х годов, когда тогдашний директор ФБР Уильям Уэбстер стал свидетелем демонстрации Армией США спецподразделения Delta Force. Когда Уэбстер осмотрел оснащение Delta Force и заметил отсутствие наручников, он спросил об этом бойца Delta Force. Тот мрачно ответил: «Мы пустили ему две пули в лоб. Мёртвому не нужны наручники». HRT была создана для выполнения самых сложных задач: спасение заложников, крупномасштабные контртеррористические операции и ситуации, связанные с ядерной угрозой.
Как и специальное подразделение Delta Force, HRT было создано по образу британской Special Air Service (SAS), а её инструкторы подготавливали бойцов HRT.

## Задачи
Главными задачами HRT являются:
- Освобождение заложников
- Борьба с терроризмом

Другими задачами HRT являются:

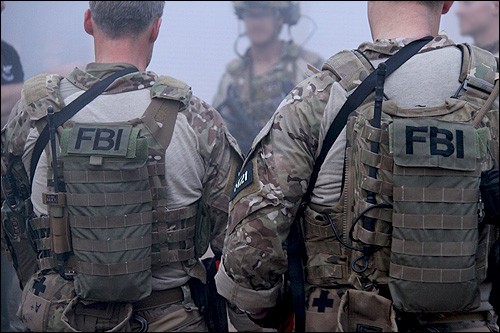
Агенты FBI HRT

- Задержание забаррикадировавших  преступников.
- Особенно опасные рейды, обыски и аресты
- Охрана сотрудников ФБР за рубежом.
- Защита свидетелей.

HRT выполняет функции по охране специальных мероприятий, таких как Олимпийские игры, президентская инаугурация и т.п.
Кроме того, команды HRT могут оказывать поддержку американским войскам за рубежом, например в Ираке и Афганистане.

## Вооружение и снаряжение
Hostage Rescue Team использует различные виды вооружения и снаряжения. Некоторые виды перечислены ниже.
- Пистолеты — Hi-Power, SIG-Sauer P226
- Пистолеты-пулемёты — MP5, FN P90, HK UMP
- Штурмовые винтовки — M4, M14, M16
- Снайперские винтовки — M40, Barrett M82, PSG-1
- Пулемёты — FN Minimi, M60, M240
- Дробовики — Remington 870, SPAS-12
- Тактический фонарь
- Электрошоковое оружие
- Бронежилет
- Дымовые, светошумовые, газовые, осколочные гранаты
- Тепловизоры
- Приборы ночного видения
- Прибор бесшумной стрельбы

### Форма
Бойцы FBI HRT носят с униформу в камуфляже «MultiCam» с надписью «FBI» спереди или сзади. 
Шлем: OPS-CORE SENTRY XP MID CUT HELMET

## Отбор и подготовка
Основные принципы комплектования:
- Собеседование
- Сдача психологических тестов
- Физическая подготовка
- Отличное здоровье
- Обязательное наличие спортивного разряда по одному из видов единоборств

Сотрудники в HRT набираются в ходе HRT-отбора, который проводится раз в год.

## В массовой культуре
FBI HRT была показана в фильме с Брюсом Уиллисом «Крепкий орешек 4.0».
Также показано в чёрной форме, с надписью HRT (белым цветом) в сериале «Кости» — 1-й сезон, 11-я серия на 40 минуте (при штурме автозаправки).
Команда HRT появляется в 13-й серии 2-го сезона сериала «Последователи», а также в 9-й серии 3-го сезона и 17-й серии 6-го сезона сериала «Чёрный список».
Боец команды HRT по имени Маркус Делроу фигурирует в игре Counter-Strike 2. Был добавлен в игру с «Операцией „Расколотая Сеть“» как награда за операцию, данного агента так же можно приобрести на торговой площадке Steam.
В игре Ready or Not фигурируют в качестве бонуса при покупке Supporter edition.
В фильме «Отряд спасения» показано противостояние бойцов SWAT и HRT. Главный герой является сотрудником HRT.